# فرودگاه آکوریری
فرودگاه آکوریری (به انگلیسی: Akureyri Airport) (به زبان بومی: Akureyrarflugvöllur) یک فرودگاه همگانی باربری با کد یاتا AEY است که یک باند فرود آسفالت دارد و طول باند آن ۲۴۰۰ متر است. این فرودگاه در کشور ایسلند قرار دارد و در ارتفاع ۲ متری از سطح دریا واقع شده‌است.

## شرکت‌های هواپیمایی و مقصدهای پروازی
| شرکت‌های هواپیمایی                        | مقصدهای پروازی                                          |
| ---------------------------------------- | ------------------------------------------------------- |
| Air Iceland Connect                      | ریکیاویک، کفلاویک                                       |
| Air Iceland Connect اجرا توسط Norlandair | گریمزی، پورشوفن، وپنافیردور فصلی: نرلریت اینات، هوساویک |
| ایسلندایر اجرا توسط Air Iceland Connect  | فصلی: کفلاویک                                           |